# Jabłonowo-Kąty
Jabłonowo-Kąty – wieś w Polsce położona w województwie podlaskim, w powiecie wysokomazowieckim, w gminie Sokoły.
Zaścianek szlachecki Kąty należący do okolicy zaściankowej Jabłonowo położony był w drugiej połowie XVII wieku w powiecie suraskim ziemi bielskiej województwa podlaskiego. W latach 1975–1998 miejscowość administracyjnie należała do województwa łomżyńskiego.
Wierni kościoła rzymskokatolickiego należą do parafii św. Michała Archanioła w Płonce Kościelnej.

## Historia
Jabłonowo wymienione w dokumencie z roku 1440. W I Rzeczypospolitej Jabłonowo należało do ziemi bielskiej.
W 1827 r. Jabłonowo-Kąty liczyły 20 domów i 90 mieszkańców.
Pod koniec wieku XIX wieś w powiecie mazowieckim, gmina Kowalewszczyzna, parafia Płonka.
W roku 1921 naliczono tu 19 budynków z przeznaczeniem mieszkalnym oraz 112 mieszkańców (58 mężczyzn i 54 kobiety). Wszyscy podali narodowość polską i wyznanie rzymskokatolickie.